# Лука Брчко
Лука Брчко се налази на реци Сава у граду Брчко, дистрикт Брчко, БиХ. Она је једина речна лука на територији БиХ и Републике Српске.
Лука омогућује извоз робе са територије Републике Српске и севера БиХ у главне реке југоисточне Европе, попут Дунава.
Луком управља јавно предузеће Лука Брчко д.о.о.

## Историја
Савремена лука је изграђена 1913. године и проширена у периоду између 1952. и 1962. Модернизација луке је била могућа због изградње железничке пруге Брчко-Бановићи одмах после Другог светског рата.
Лука је прекинула са радом током рата у Босни и Херцеговини на почетку 90-их, па и после рата. Саобраћај на Сави је био немогућ због спорова око коришћења реке Саве и новонастале границе. Утовар у луци је потпуно заустављен. Модернизацију луке је у оквиру послератне обнове Босне и Херцеговине финансирала влада Италије, која је луци поклонила две дизалице из 70-их које служе за утовар бродова, возова и шлепера.
Економски значај луке је у 21. веку постепено растао. Иако је лука 2014. оштећена током поплава, успела је да њен промет робе достигне тачку од 100.000 тона годишње. Само две године касније је кренуло 116.000 тона робе у првих шест месеци 2016. године.
Године 2016. је држава Босна и Херцеговина осигурала кредите из Русије ради проширења и развоја луке.